# Marigny (Allier)
Marigny település Franciaországban, Allier megyében. Lakosainak száma 200 fő (2022. január 1.). Marigny Agonges, Coulandon, Montilly, Neuvy, Saint-Menoux és Souvigny községekkel határos.

## Népesség
A település népességének változása:
| Lakosok száma | 215  | 197  | 221  | 191  | 194  | 197  | 204  | 202  | 201  | 200  |
|               | 1968 | 1982 | 1990 | 2006 | 2013 | 2015 | 2017 | 2019 | 2020 | 2022 |